# Șîroke, Solone
Șîroke (în ucraineană Широке) este localitatea de reședință a comunei Șîroke din raionul Solone, regiunea Dnipropetrovsk, Ucraina.

## Demografie
Componența lingvistică a localității Șîroke
     Ucraineană (93,28%)
     Rusă (5,07%)
     Română (1,14%)
Conform recensământului din 2001, majoritatea populației localității Șîroke era vorbitoare de ucraineană (93,28%), existând în minoritate și vorbitori de rusă (5,07%) și română (1,14%).